# Paracretonia
Paracretonia was een geslacht van motten van de familie Noctuidae. Het wordt nu beschouwd als een synoniem van Aleptina. 